# Frostbite (motor de joc)
Frostbite este un motor de joc dezvoltat de către DICE (EA Digital Illusions CE), o subsidiară a Electronic Arts (EA). Acest motor a fost creat pentru a îmbunătăți grafică, fizica și sunetul jocurilor video, oferind o experiență de joc realistă și captivantă. Frostbite a fost utilizat pentru prima dată în jocul Battlefield: Bad Company, lansat în 2008, și de atunci a devenit motorul de bază pentru numeroase titluri majore produse de EA.

## Istorie și dezvoltare

### Frostbite 1
Prima versiune a motorului, Frostbite 1, a fost lansată în 2008. Motorul a fost conceput inițial pentru jocurile din seria Battlefield, oferind suport pentru distrugerea mediului de joc, un aspect revoluționar la acea vreme. Cu Frostbite 1, jucătorii puteau interacționa cu mediul înconjurător într-un mod dinamic, dărâmând clădiri și modificând peisajul în timpul luptelor. Această tehnologie a fost denumită "Levolution".

### Frostbite 2
Frostbite 2 a fost lansat în 2011, odată cu jocul Battlefield 3. Aceasta versiune a adus îmbunătățiri semnificative în ceea ce privește grafica, fizica și sunetul. Frostbite 2 a permis utilizarea de texturi și modele mult mai detaliate, iluminare dinamică și efecte de post-procesare avansate. De asemenea, a îmbunătățit semnificativ simularea fizicii, făcând jocurile mai realiste.

### Frostbite 3
Lansat în 2013, Frostbite 3 a fost o evoluție majoră a motorului, oferind și mai multe îmbunătățiri grafice și de gameplay. Battlefield 4 a fost primul joc care a folosit Frostbite 3, introducând efecte vizuale avansate precum distrugerea dinamică și condițiile meteo schimbătoare în timp real. Frostbite 3 a fost adoptat rapid de alte studiouri EA, devenind motorul de bază pentru jocuri diverse precum Dragon Age: Inquisition, Need for Speed, FIFA și Mass Effect: Andromeda.

### Frostbite 4
În ultimii ani, Frostbite a continuat să evolueze, deși EA nu a lansat oficial o versiune numită Frostbite 4. Motorul a fost însă îmbunătățit constant, integrând tehnologii noi precum ray tracing și suport pentru rezoluții 4K și HDR. Aceste îmbunătățiri au fost vizibile în jocuri recente precum Star Wars Battlefront II și Battlefield V.

## Caracteristici tehnice

### Grafică
Frostbite este recunoscut pentru capacitatea sa de a reda grafici ultra-realiste. Motorul suportă iluminare globală, umbre dinamice, reflexii real-time și efecte de post-procesare avansate. Toate acestea contribuie la crearea unor medii de joc detaliate și imersive.

### Fizică și distrugere
Una dintre cele mai distinctive caracteristici ale Frostbite este sistemul său de fizică și distrugere. De la debutul său, motorul a permis distrugerea realistă a mediului, un element cheie în jocurile Battlefield. Această tehnologie a evoluat, permițând distrugerea aproape completă a clădirilor și a altor structuri, ceea ce influențează semnificativ strategia și gameplay-ul.

### Sunet
Frostbite include un sistem avansat de procesare a sunetului, capabil să ofere un sunet tridimensional realist. Aceasta include efecte de ecou, absorbție și difracție a sunetului, toate acestea contribuind la o experiență auditivă imersivă.

### Multiplayer și conectivitate
Motorul Frostbite a fost proiectat cu gândul la jocurile multiplayer. Suportă servere dedicate și tehnologii de rețea avansate, asigurând o experiență de joc online fluentă și stabilă. De asemenea, permite integrarea facilă a funcțiilor sociale și a serviciilor live.

### Scalabilitate și optimizare
Frostbite este un motor scalabil, capabil să ruleze pe o gamă largă de platforme, de la consolele de ultimă generație până la PC-uri. Motorul este optimizat pentru a oferi performanțe bune chiar și pe hardware mai puțin puternic, asigurând o experiență de joc de înaltă calitate pentru toți utilizatorii.

## Jocuri notabile dezvoltate cu Frostbite
De-a lungul anilor, Frostbite a fost folosit pentru a dezvolta numeroase jocuri de succes, incluzând:
- Battlefield: Bad Company (2008)
- Battlefield 3 (2011)
- Dragon Age: Inquisition (2014)
- FIFA 17 (2016)
- Mass Effect: Andromeda (2017)
- Star Wars Battlefront II (2017)
- Battlefield V (2018)

## Impact și critici
Frostbite a avut un impact major asupra industriei jocurilor video, fiind recunoscut pentru capacitatea sa de a crea experiențe vizuale și de gameplay de înaltă calitate. Cu toate acestea, motorul nu a fost lipsit de critici. Unele studiouri și dezvoltatori au menționat dificultăți în a lucra cu Frostbite, subliniind curba de învățare abruptă și problemele de compatibilitate cu anumite tipuri de jocuri, în special RPG-uri și titluri sport.

## Moștenire
Frostbite rămâne unul dintre cele mai puternice și versatile motoare de joc din industrie. Cu fiecare versiune nouă, DICE și EA au reușit să împingă limitele graficii și fizicii în jocuri video, oferind jucătorilor experiențe din ce în ce mai captivante și realiste. Pe măsură ce tehnologia continuă să evolueze, este de așteptat ca Frostbite să rămână un element central în strategia de dezvoltare a jocurilor pentru EA și să continue să influențeze standardele industriei.

## Legături externe
- Site web oficial